# 葉卡捷琳娜公園

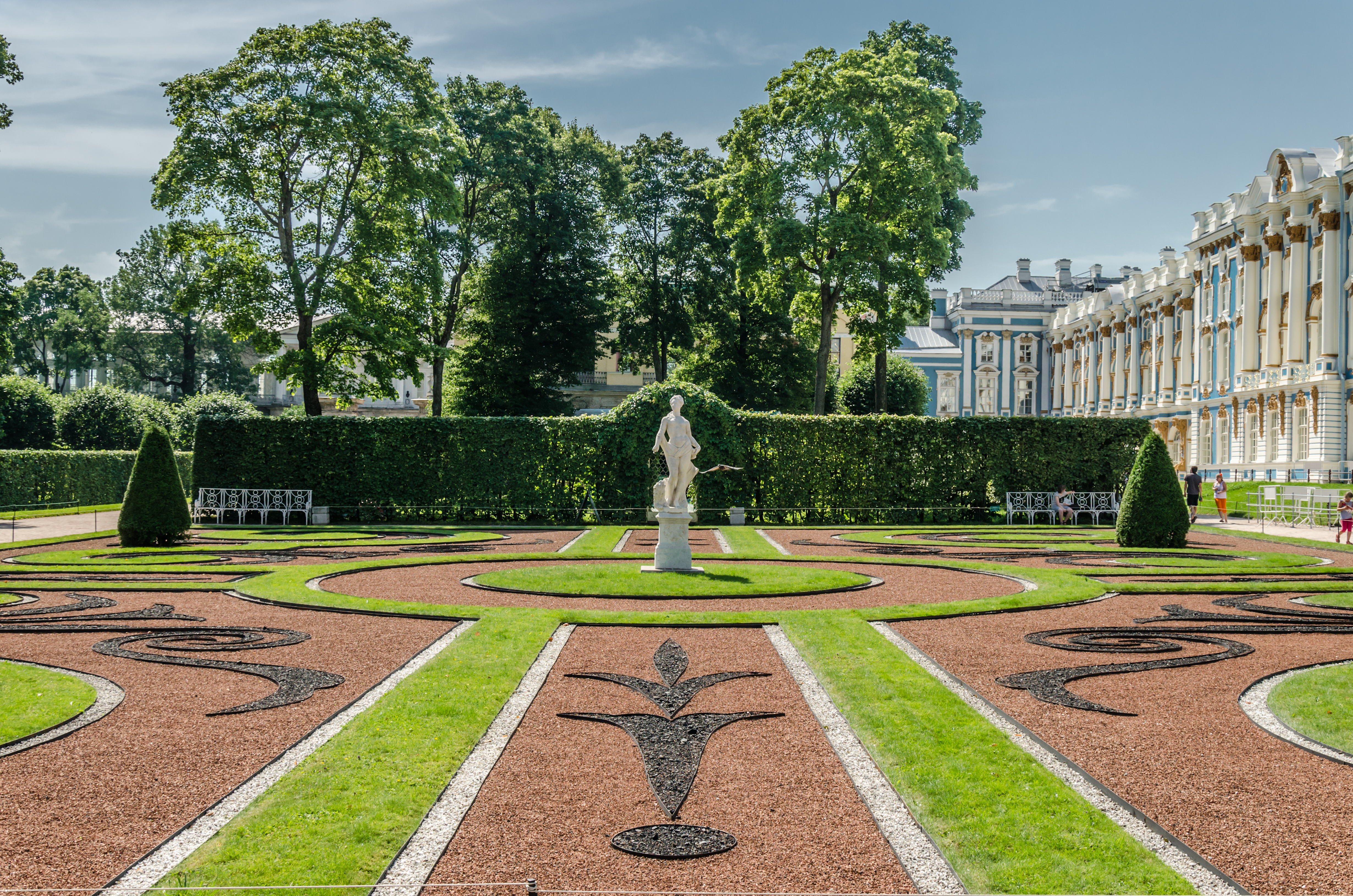
葉卡捷琳娜公園

葉卡捷琳娜公園（俄语：Екатерининский парк）是俄羅斯沙皇村的一個公園，位於聖彼得堡東南25公里。葉卡捷琳娜公園得名於葉卡捷琳娜宮，公園內分為花園和英國花園兩個部分。

## 外部連結
维基共享资源上的相關多媒體資源：葉卡捷琳娜公園
- Official website
- Detailed description and history （页面存档备份，存于） from Tsarskoe Selo in 1910
- Laskin, David. . New York Times. 2006-06-18  [2006-12-15]. （原始内容存档于2012-01-17）.

59°42′57″N 30°23′44″E / 59.71583°N 30.39556°E